# The Mummy Lives
The Mummy Lives (titulada: La momia en México, El misterio del sarcófago en España y La momia vive en Venezuela) es una película estadounidense de terror de 1993, dirigida por Gerry O’Hara, escrita por Nelson Gidding, está basada en el cuento Some Words with A Mummy de Edgar Allan Poe; musicalizada por Dov Seltzer, en la fotografía estuvo Avi Koren y los protagonistas son Tony Curtis, Leslie Hardy, Greg Wrangler y Mohammad Bakri, entre otros. El filme fue producido por Global Pictures y se estrenó el 10 de julio de 1993.

## Sinopsis
Trata acerca de una momia que vuelve de la muerte y se obsesiona con una mujer, ya que piensa que es la reencarnación de su amante fallecida.